# Charles Elmer
Charles Wesley Elmer (* 1872 in New York City; † 1954) war ein US-amerikanischer Amateurastronom, Gerichtsstenograf und Unternehmer, der 1937 Mitgründer des PerkinElmer-Unternehmens war.

## Leben
Elmer wurde in New York City geboren und war den größten Teil seines Lebens als Gerichtsstenograf angestellt.
Als Hobby entwickelte er ein starkes Interesse an Astronomie und optischen Teleskopen. 
Im Jahre 1936 traf er Richard Scott Perkin und die beiden beschlossen, ein optisches Geschäft in New York aufzuziehen.
Dieses wuchs zur Perkin-Elmer Optical Company heran und wurde offiziell am 19. April 1927 gegründet. Charles Elmer arbeitete im Unternehmen bis zum Beginn seines Ruhestandes 1949 als Finanzdirektor.
Elmer war mit May Custer verheiratet, einer Großnichte des Generals George Armstrong Custer. Das nach ihr benannte Custer Observatory auf Long Island wurde von Elmer mitgegründet und gefördert.

## Ehrungen
- 1943 wurde ihm eine Auszeichnung (Merit Award) der American Association of Variable Star Observers für seine langjährigen Dienste und Förderung der Aktivitäten der Vereinigung verliehen.[4]
- Der Mondkrater Elmer wurde 1976 offiziell von der IAU nach Charles Wesley Elmer benannt.[5]
- Der 1978 entdeckte Asteroid (2493) Elmer trägt ebenfalls seinen Namen.[6]